# Горст Софія Гнатівна
Софі́я Гна́тівна Горст (до шлюбу Рокитя́нська, ? — † 1919, Київ), в деяких джерелах Соня Гарст — українська театральна акторка, відома за виступами в Державному драматичному театрі і Молодому театрі Леся Курбаса. Старша дочка акторки Ганни Борисоглібської.

## Життєпис
Закінчила Київську музично-драматичну школу М. Лисенка.
Виступала в Українському державному театрі. У ролі Русалки польової в «Лісовій пісні» Лесі Українки запам'яталась «своїм неповторним сміхом, що заповнював всю сцену і дзвенів, ніби сотні кинутих на підлогу кришталевих кульок». У тому ж спектаклі матір Лукаша грала мати Софії — Ганна Борисоглібська.
1918 — акторка Молодого театру Леся Курбаса у Києві.
Одружилася з талановитим актором Володимиром Калином.
1919 — народила доньку Валентину. У тому ж році в Києві пішла з життя. 
1923 року не стало і чоловіка, якому було лише 27 років. 
Їх доньку Валентину Калин, яка згодом стала відомою акторкою, співачкою і декламаторкою, виховала молодша донька Гани Борисоглібської — Олена Голіцинська.

## Ролі
- Русалка («Лісова пісня» Лесі Українки)